# Caaschwitz
Caaschwitz è un comune di 639 abitanti della Turingia, in Germania.
Appartiene al circondario (Landkreis) di Greiz (targa GRZ) ed è amministrato dal "comune amministratore" (Erfüllende Gemeinde) di Bad Köstritz.